# Baniyas (rivière)
Le Baniyas, aussi appelé Hermon, est une rivière prenant sa source sur le plateau du Golan. Il constitue l'une des deux sources principales du Jourdain avec le Dan et le Hasbani (Senir).
Le Baniyas nait au niveau du site archéologique de Baniyas. Sa source faisait l'objet d'un culte dans l'Antiquité puisqu'on y trouve les vestiges d'un sanctuaire hellénistique dédié au dieu Pan. Il poursuit son cours en direction du sud-ouest où il se mélange au Dan puis au Hasbani (ou Senir) au niveau du kibboutz Sde Nehemia. Son cours supérieur est inclus dans une réserve naturelle.
Dans les années 1960, un plan de dérivation des sources du Jourdain a été élaboré par la Ligue arabe visant à dériver le Hasbani et le Baniyas, deux affluents du Jourdain, afin qu'ils ne se déversent pas dans le lac de Tibériade. L'objectif de ce plan d’ingénierie hydraulique est de réduire le potentiel de développement d'Israël, dans le contexte du conflit israélo-arabe. En effet, depuis 1953, Israël a initié un vaste projet d'irrigation, l'aqueduc national d'Israël, visant à transférer les ressources hydriques du nord du pays vers le sud, beaucoup plus aride. Le plan de dérivation est approuvé par la Ligue arabe en 1964 mais des bombardements menés par l'aviation israélienne sur la Syrie en avril 1967 portent un coup d'arrêt au projet.